# Cosmosoma batesii
Cosmosoma batesii là một loài bướm đêm thuộc phân họ Arctiinae, họ Erebidae.